# 楊捷
楊捷（1616年—1690年），字元凱、月三，義州人，明末清初軍事將領。
楊捷出身軍事世家，父親楊國棟為義州城守參將，叔父楊國柱曾任宣府總兵官。
楊捷原為洪承疇軍禆將，順治元年（1644年）降清，授山西撫標中軍遊擊。後升任督標中軍參將、副將、九江總兵官。因平定江西有功而授予世職拖沙喇哈番。順治十年（1653年），隨靖南將軍喀喀木平定了潮州總兵郝尚久的叛亂。順治十一年（1654年），調任陝西興安總兵官，加右都督。同年，又調任隨征福建右路總兵官，率部與鄭成功軍作戰。順治十二年（1655年），因平潮州之功而進左都督。順治十六年（1659年），擢升為江西提督。此時鄭成功在鎮江戰役中得勝，率軍包圍南京，顺治帝任命楊捷為江南隨征左路總兵，加太子少保。鄭成功兵敗後，楊捷於順治十八年（1661年）改任廬鳳提督，不久又調任山東提督。
康熙十二年（1673年），楊捷調任江南提督。康熙十七年（1678年），劉國軒率部伐漳州，進攻海澄。康熙帝遂任命揚捷為福建全省水陸提督，並加少保兼太子太保，與劉國軒作戰。其後楊捷上疏，認為應分置水陸提督，康熙帝從之，命其專轄陸路。不久，被授予昭武將軍。之後，楊捷率軍連連得勝，康熙十九年（1680年）因病調任江南提督。康熙二十二年（1683年），因收復海澄之功而授予世職三等阿達哈哈番（輕車都尉）。康熙二十九年（1690年）去世，贈少傅兼太子太傅，諡敏壯。
康熙三十一年（1692年）九月，楊捷葬於江蘇六合（現為安徽天長市金集鎮）。杨捷墓石刻現為第四批安徽省文物保护单位。
楊捷有子楊懋緒、楊懋紹、楊懋綸。其曾孫楊景素官至兩廣總督、閩浙總督、直隸總督。

## 延伸阅读
[在维基数据编辑]
 《清史稿/卷261》，出自趙爾巽《清史稿》